# Die Gehörlosen-Uni
Die Gehörlosen-Uni (im Original: Deaf U) ist eine US-amerikanische Doku-Fernsehserie aus dem Jahr 2020, die im Auftrag von Netflix produziert und als Netflix Original veröffentlicht wurde. Verantwortlich als Executive Producer zeigte sich unter anderem der gehörlose Schauspieler und Aktivist Nyle DiMarco.

## Handlung
Die Serie begleitet mehreren Collegestudenten der Gallaudet University in Washington, einer Universität für Gehörlose und Schwerhörige. Darunter unter anderem die Footballkumpels Dalton und Rodney, die Influencerin Cheyenna, Tessa, die aus einer wohlhabenden Familie von Gehörlosen stammt, Renate, die sich selbst als pansexuelle Aktivistin bezeichnet und Daequan, der gelegentlich noch mit seiner schwierigen Kindheit kämpft. Die Studenten stammen sowohl aus Familien, die bereits in mehreren Generationen gehörlos sind, als auch aus Familien, in denen sie der einzige Gehörlose sind. Entsprechend unterscheiden sich ihre kulturellen Hintergründe.

## Hintergrund
Die Gehörlosen-Uni ist eine Produktion von Hot Snakes Media mit Eric und Shannon Evangelista sowie Brando Panaligan und Nyle DiMarco als Executive Producer.
DiMarco hofft, dass die Serie bewirkt, dass hörenden Menschen realisieren, dass die Gemeinschaft der Gehörlosen eine eigene Kultur hat, eine eigene Sprachgemeinschaft ist und nicht mehr nur auf die Behinderung reduziert wird.
Die Serie wurde im deutschsprachigen Raum in der englischen Originalfassung mit deutschen Untertitel veröffentlicht, darüber hinaus werden Audiodeskriptionen in Deutsch, Französisch und Englisch als Option angeboten. Die deutsche Audiodeskription stammt von VSI Berlin, verantwortlich für den Text waren Tania Eichler-Ojake und Jonas Hauer, die Texte wurden gesprochen von Gerrit Hamann, Ronja Peters und Jonas Frenz.
Die Gehörlosen-Uni ist neben Audible eine von zwei Dokumentarproduktionen über die Gemeinschaft der Gehörlosen in den USA die Netflix bestellt hat.
Die erste Staffel wurde am 9. Oktober 2020 weltweit bei Netflix veröffentlicht.

## Episodenliste
| Nr. | Deutscher Titel                    | Originaltitel                       |
| --- | ---------------------------------- | ----------------------------------- |
| 1   | Mein linkes Ohr ist total kaputt   | My Left Ear Broke As S**t           |
| 2   | Ich habe so viele Fragen           | I Have So Many Questions            |
| 3   | Bin ich nicht gehörlos genug?      | Am I Not Deaf Enough?               |
| 4   | Für dich ist es vorbei?            | Are You Over Me?                    |
| 5   | Nimmst du oft Mädchen mit hierher? | Do You Usually Bring Girls Here?    |
| 6   | Deshalb schlage ich Dinge kaputt   | So, I Smash Things                  |
| 7   | Große Liebe usw.                   | I Really Love You, Blah, Blah, Blah |
| 8   | Zu alt dafür                       | It’s Time To Grow Up                |

## Rezeption
Inkoo Kang beschreibt die Serie beim US-amerikanischen Hollywood Reporter eher als Reality-TV-Sendung, ihm fehlen Informationen dazu wie sich der Unterricht und das Material vom regulären College unterscheidet und er stellt in Frage warum der Kulturschock, den Cheyenne erlebte als sie in die Welt der Gehörlosen eintauchte nicht näher behandelt werde. Er erkennt aber auch an, dass die Sendung die Gemeinschaft von Gehörlosen mehr in den Fokus rücken könnte. Der Fernsehkritiker Terry Terrones schreibt für die Colorado Springs Gazette, dass die zwanzig-minütigen Folgen zu kurz seien, die Geschichten der einzelnen Personen, die gleichzeitig so normal und doch besonders seien brauchen seiner Meinung nach mehr Raum. Insgesamt vergibt er die Note A.